# 甜心战士 (电影)
《甜心战士》（日語：キューティーハニー）是2004年上映的日本特摄电影，改编自永井豪的同名漫画《甜心戰士》，由庵野秀明执导、佐藤江梨子主演。

## 概要
企画从2000年就开始了，但选角一直陷入困境，企画重启时预算也少了很多。到完成影片耗时近4年，在此期间主演佐藤江梨子和主题曲演唱者倖田來未的人气不断上升。以及当时有多部真人化电影上映，引起不小的话题。但是票房却惨败，制作公司トワーニ也随之倒闭。片中的动画片段获得了很高的评价，直接用于之后的OVA动画《Re: 甜心战士》。

## 剧情简介
“秘密结社・豹爪”四天王之一绑走宇津木博士，警视厅的秋夏子警部对其抓捕打击，最后如月甜心变身为爱的战士Cutie Honey方将其击退。豹爪继续大肆破坏，秋夏子和Cutie Honey联合起来与之对抗。Cutie Honey的身世也逐渐浮出水面。最后在合作下将豹爪的头目击败。

## 音乐
主題歌
Cutie Honey
作詞：岩崎富士男 / 作曲：渡辺岳夫 / 編曲：h-wonder / 演唱：倖田來未
片尾曲
Into your heart
作詞・作曲：渡辺未来 / 編曲：h-wonder / 演唱：倖田來未
插曲
シスター・ジルのテーマ
作詞：Sachi Bennett / 作曲：野田晴稔 / 編曲：斎藤修 / 演唱：倖田來未
夜雾甜心
作詞：伊藤皓 / 作曲：渡辺岳夫 / 編曲：西川玲生 / 演唱：倖田來未
ブラック・クロー参上
作詞：庵野秀明 / 作・編曲：遠藤幹雄 / 演唱：及川光博

## 演职员

### 演員
- 佐藤江梨子 — 如月甜心/Cutie Honey
- 市川实日子 — 秋夏子
- 村上淳 — 早見青児
- 及川光博 — 黑爪
- 片桐入 — 黄金爪
- 小日向永敏（日语：小日向しえ） — 钴蓝爪/寺田玲子
- 新谷真弓 — 绯红爪
- 加瀬亮 — 秋夏子的部下
- 岩松了 — 秋夏子的部下
- 松尾鈴木（日语：松尾スズキ） — 係長
- 嶋田久作 — 警察庁幹部
- 松田龍平 (友情出演) — NSA委托人
- 京本政樹 (特別出演) — リョウ宇津木
- 吉田日出子 — 掃除的阿姨 (鬼谷京子)
- 手塚通（日语：手塚とおる） — 執事
- 篠井英介 — 基尔
- 倖田來未 — 歌姬
- 虻川美穂子 — 商社社員
- 伊藤さおり — 商社社員
- 永井豪 (友情客串)
- 井口昇、石井克人（日语：石井克人）、三木俊一郎、轟木一騎、大崎章、出渕裕、山賀博之、神谷誠、金剛地武志、田中良、吉田瑞穗、横山誠、しりあがり寿

### 製作
- 导演：庵野秀明
- 导演助理：尾上克郎（日语：尾上克郎）、摩砂雪、仁同正明
- 原作：永井豪
- 剧本：高橋留美、庵野秀明
- 音乐：遠藤幹雄
- 撮影：松島孝助
- 剪辑：奥田浩史（日语：奥田浩史）
- 特撮导演：神谷誠
- VFX制作人：大屋哲男
- 人物设定：寺田克也、安野梦洋子、出渕裕、すぎむらしんいち、貞本義行
- 豹爪衣装制作：竹田団吾
- 视觉表现：柘植伊佐夫
- 特殊化妆：原口智生
- 喷枪特效：納富喜久男
- 动作顾问：山田一善
- 武術指導：大島由加里
- 特報演出：石井克人（日语：石井克人）
- 制作人：甘木モリオ、川端基夫
- 製作者：加賀義二、加藤鉄也
- 企画：奥田誠治、中嶋哲也
- 发行・宣传：华纳兄弟 (日本)
- 制片商：トワーニ（東芝、华纳兄弟、日本电视放送网）
- 制作協力：シネバザール
- 製作：Cutie Honey製作委員会（トワーニ、VAP 、日本电视音乐、BANDAI、WOWOW、東急娛樂、LATERNA）